# Kiss-B. Atilla
Kiss-B. Atilla (Bánffyhunyad, 1963. január 28. –) Kossuth-díjas és Liszt Ferenc-díjas magyar operaénekes (tenor), akadémikus, a Magyar Művészeti Akadémia rendes tagja, az Európai Tudományos és Művészeti Akadémia rendes tagja, a Magyar Állami Operaház mesterművésze és örökös tagja, a Budapesti Operettszínház főigazgatója, egyetemi tanár, a Színház- és Filmművészeti egyetem osztályvezető tanára, a Liszt Ferenc Zeneművészeti Egyetem adjunktusa.

## Életpályája
A kolozsvári Gheorghe Dima Zeneakadémia ének és opera szakán szerzett diplomát. Tanárai Kriza Ágnes, Alexandru Fărcaş és Gheorghe Roşu voltak. Két évig a Conservatoire de musique de ville de Luxembourg ösztöndíjasaként Ionel Panteánál tanult ének- és operaművészetet. A prágai Mozart akadémián Eva Blahova, Kerstin Meyer és Ionel Pantea tanítványa volt. Részt vett Luisa Bosabalian és Mariana Nicolesco mesterkurzusain is. 1991-ben debütált a kolozsvári operában.
1992-ben Erkel Ferenc Bánk bán című operájának címszereplőjeként mutatkozott be a Gyulai Várszínházban. A Magyar Állami Operaházban 1999-ben lépett először színpadra Szokolay Sándor Szávitri című operájában Szattjaván szerepében. Elsősorban hőstenor szerepeket énekel. A klasszikus repertoár mellett feladatának tekinti a magyar és az egyetemes operairodalom kortárs zeneszerzői műveinek a tolmácsolását is. Fellépett a barcelonai Liceu Opera színpadán, Berlinben a Komische Operben, Bernben, a Bukaresti Nemzeti Operában, Prágában,Varsóban, Pozsonyban, Ljubljanában, a Tokiói Nemzeti Operában, a Párizsi Nemzeti Operában, Marseille-ben, Nantes-ban, Rouen-ban, Monte Carlóban, Torontóban. Oratóriumokat és kantátákat is énekel. Káel Csaba filmjének, az Erkel Ferenc operájából forgatott Bánk bán-nak a címszereplője.
2013 óta Magyar Művészeti Akadémia rendes tagja, 2017-2021 között az MMA elnökségi tagja.
2012-2014 között a Pécsi Tudományegyetem Művészeti Karának adjunktusaként klasszikus éneket, dal- és operaéneket oktat. 
2014-től a Liszt Ferenc Zeneművészeti Egyetem Ének Tanszékének az oktatója.
2021-től a Színház- és Filmművészeti Egyetem osztályvezető tanára.
2019. február 1-től a Budapesti Operettszínház főigazgatója. Megbízatása öt évre szól.
Felesége, Kiss-B. Judit színésznő, drámatanár, drámapedagógus.

## Díjai, elismerései
- Liszt Ferenc-díj (2002)
- Artisjus-díj (2000)
- A Magyar Köztársasági Érdemrend lovagkeresztje (2011)
- Kossuth-díj (2014)
- A Magyar Állami Operaház örökös tagja (2018)[5]
- A Magyar Állami Operaház Mesterművésze (2023)
- Magyar Művészetért díj (2022)

## Főbb szerepei
- Bellini: Norma – Pollione
- Donizetti: Lucia di Lammermoor – Edgardo
- Bizet: Carmen – Don José
- Erkel Ferenc: Bánk bán – Bánk
- Erkel Ferenc: Hunyadi László – Hunyadi László
- Mascagni: Parasztbecsület – Turiddu
- Giordano: Andrea Chénier – Andrea Chénier
- Catalani: La Wally – Hagenbach
- Verdi: Aida – Radames
- Verdi A végzet hatalma – Don Alvaro
- Verdi Rigoletto – A  mantuai herceg
- Verdi Don Carlos – Don Carlos
- Verdi: Macbeth – Macduff
- Verdi: Attila – Foresto
- Puccini: Bohémélet – Rodolfo
- Puccini:  Madama Butterfly – B.F.Pinkerton
- Puccini: Tosca – Cavaradossi
- Puccini: Manon Lescaut – Des Grieux
- Puccini: Turandot – Calaf
- Puccini: A Nyugat lánya – Dick Johnson
- Wagner: Lohengrin – Lohengrin
- Wagner: A nürnbergi mesterdalnokok – Walter von Stolzing
- Richard Strauss: Ariadne Naxos szigetén – Bacchus
- Honegger: Johanna a máglyán – Porcus
- Janacek: Jenufa – Laca, Stewa
- Janacek: A Makropoulos ügy – Albert Gregor
- Giancarlo Menotti: The Saint of Bleecker Street – Michele
- Bozay Attila: Az öt utolsó szín – Ádám
- Balassa Sándor: Földindulás – Kántor János
- Petrovics Emil: C'est la guerre – Szökevény
- Bruno Mantovani: Akhmatova – Lew Gumilev
- Kacsóh Pongrác: János vitéz – Kukorica Jancsi
- Lehár Ferenc: A mosoly országa – Su Chong
- Lehár Ferenc. Cigányszerelem – Józsi cigányprímás
- Huszka Jenő: Mária főhadnagy – Jancsó Bálint, Draskóczy
- Johann Strauss: Cigánybáró – Barinkay